# خيطبية آكلة الميثيل
خيطبية آكلة الميثيل (الاسم العلمي: Hyphomicrobium methylovorum) هي نوع من البكتيريا يتبع جنس الخيطبية من فصيلة الخيطبيات.